# Municipio de Cooper (condado de Webster)
El municipio de Cooper (en inglés: Cooper Township) es un municipio ubicado en el condado de Webster en el estado estadounidense de Iowa. En el año 2010 tenía una población de 488 habitantes y una densidad poblacional de 9,13 personas por km².

## Geografía
El municipio de Cooper se encuentra ubicado en las coordenadas 42°31′14″N 94°6′55″O / 42.52056, -94.11528. Según la Oficina del Censo de los Estados Unidos, el municipio tiene una superficie total de 53.48 km², de la cual 52.98 km² corresponden a tierra firme y (0.94%) 0.5 km² es agua.

## Demografía
Según el censo de 2010, había 488 personas residiendo en el municipio de Cooper. La densidad de población era de 9,13 hab./km². De los 488 habitantes, el municipio de Cooper estaba compuesto por el 95.08% blancos, el 2.25% eran afroamericanos, el 0.41% eran amerindios, el 0.41% eran asiáticos, el 0.2% eran isleños del Pacífico, el 1.43% eran de otras razas y el 0.2% pertenecían a dos o más razas. Del total de la población el 2.25% eran hispanos o latinos de cualquier raza.